# Alfamén (kommunhuvudort)
Alfamén är en kommunhuvudort i Spanien.   Den ligger i provinsen Provincia de Zaragoza och regionen Aragonien, i den nordöstra delen av landet, 230 km nordost om huvudstaden Madrid. Alfamén ligger 450 meter över havet och antalet invånare är 1 523.
Terrängen runt Alfamén är platt åt nordost, men åt sydväst är den kuperad. Runt Alfamén är det ganska glesbefolkat, med 21 invånare per kvadratkilometer. Närmaste större samhälle är La Almunia de Doña Godina, 11,6 km väster om Alfamén. Omgivningarna runt Alfamén är i huvudsak ett öppet busklandskap.